# 小池奈央
小池 奈央（こいけ なお、1995年12月20日 - ）は、日本のAV女優。バンビプロモーション所属。

## 略歴・人物
2016年8月にAVデビュー。昔からAVに興味があり本数もそれなりに見ていたこともあって、軽い気持ちでAVに出演したとしている。
デビュー前には、有名自動車会社のイベントコンパニオンやレースクイーンとして活動していた。
猫を飼っている

## 出演

### アダルトDVD
2016年
- 新・素人娘、お貸しします。 VOL.52（8月5日、プレステージ）
- 小池奈央20歳元芸能人 世界的自動車メーカーイベントコンパニオン 初めて尽くしで汚された1日「男の人は中出しって気持ち良いんですか?(アニメ声)」（8月7日、ゴールデンタイム）
- 街行くJKに「ヤって!TRY」 アナタの理想のチ○ポ書いて下さい!!（8月12日、DOC）※「えみ」名義　他出演:めぐみ、じゅんこ、りん、るみ、ゆうこ、あみ、ひろこ、さき
- ビーチ近くのコンビニに来た生意気ギャルを媚薬発情させ痙攣中出しセックス（8月12日、DOC）他出演:西内るな、兎澤なな
- マジックミラーの向こうには大好きな彼氏♥ 海好き水着ギャル&彼氏の親友が2人きりでこっそりHなゲームにチャレンジ! 友情裏切りギン勃ちチ○ポを彼氏に内緒でズルッと挿入…!? お金のためならそこまでやる!? SEXできたら即賞金!! 〜in 江ノ島〜（8月12日、DOC）他出演:斉藤みゆ、佐山杏里
- 制服肉壺少女（8月25日、ラマ）※「なお」名義
- 禁断の妊娠OK母乳!? 中出しバイト レースクイーンなどで活躍中のスレンダーエロギャルがAV出演!!（8月25日、豊彦）※「チサト」名義
- クレイジーSEXジャーニー（9月1日、DOC）他出演:MIRANO、広瀬美怜、秋場莉緒 ほか
- なかだしクルーズ（9月1日、プレステージ）共演:あず希、平川莉沙、藤本ゆうり、朝比奈もあ、柏木ゆり菜、水島にな　※AV OPEN 2016 乙女部門1位
- 看護師を目指す8頭身美脚の現役女子大生・りなさん(仮)21歳 決意のAVデビュー!（9月1日、プレミアム）※「りな」名義、AV OPEN 2016 素人部門エントリー
- まんハメ検証隊 噂の検証 File.06 入学早々チャラい先輩や同級生にすぐヤられちゃった女子大生!真面目な顔してチ●コに弱い新入生達をファッション誌の取材と称して近づき喰い荒らす!（9月2日、プレステージ）※「さくら」名義　他出演:みずほ、りな、めい、ゆい、みらい
- 通学時に見かける同じ学校のあの子が部活帰りで疲れたのか、ぐっすり寝込んでいる… あまりにも寝顔が可愛くて見とれていると足の力が緩んだのか?どんどん股が開きパンツが… 3（9月9日、DOC）他出演:小椋あずき、水野ふうか
- 質屋娘 Vol.1 お金に困った女の子をAV好きの質屋が口説いてSODに連れてきた!（9月22日、SODクリエイト）※「えみ」名義　他出演:ひなの
- 羞恥! 彼氏連れ素人娘をマシンバイブでこっそり攻めまくれ! 10 素人VSマシンバイブ 海辺のオシャレカフェに設置した特設スタジオから実況ナマ中継!（9月22日、サディスティックヴィレッジ）共演:渋谷ありす　他出演:新倉このみ、かなで自由、吹石れな
- 羞恥 男女が体の違いを全裸になって学習する質の高い授業を実践する共学高校の保健体育（9月22日、サディスティックヴィレッジ）共演:新倉このみ、渋谷ありす、かなで自由、吹石れな
- SNSでガチ交渉! 夢みる激カワ素人娘を口説いちゃいました!（10月7日、 ATLANTIS-H）他出演:柚木はるか、佐倉あゆ、南星愛、柏木ゆり菜
- 汗だく美少女アスリート強制種付け（10月9日、MDMA）※「金戸こはる」名義
- 仕事帰りの女子社員ナンパ お父さん世代は予想以上にモテる! 口説くつもりが逆に誘惑されてまさかの生中出し!!（10月10日、ホットエンターテイメント）他出演:相澤ゆりな、あゆな虹恋 ほか
- JSC 〜JK SWIMMINGWEAR COLLECTION〜 アナタはどの水着まで着れる? vol.02（10月14日、DOC）※「なお」名義　他出演:まき、ゆき、みゆ、ちひろ、ちほ、はるか、まほ、ほのか
- セクキャバで働くOLは超淫乱! コンドーム必須の素股タイム中に僕の勃起チ◎ポからゴムを外して「マ◎コが疼くの…」と中出し誘惑♥（11月4日、ゲッツ!!）他出演:蓮実クレア、羽田璃子
- セレブ妻と即ハメ♥ オイルエステナンパ（11月4日、グリグリ）他出演:夏目レイコ、宮崎あや、広瀬うみ、佐山杏里、桜乃ゆいな、若槻みづな、生駒はるな、二階堂ゆり
- 美脚デカ尻の元レースクイーン奈央チャンは、《テ●スの王子様》の夢小説を創作しまくるガチのアニオタ夢女子だった!! リアルより妄想好きだったはずなのに… 初めての露出でマゾ興奮、デカ尻クネらせイキ狂う!!（11月7日、山と空）
- 華奢で超絶可愛いちっぱい娘の人生終了変態キメパコ生姦（11月19日、チキチキカマー）
- 秋葉原でお散歩したJKと裏オプでラブホへ。 我流のヌルヌルマットプレイ密着サービスが気持ち良すぎて辛抱たまらず中出ししまくり!!（12月2日、ゲッツ!!）他出演:月本愛、佐山杏里
- 媚薬パンストを履かせたら人妻と即ハメできるのか!? アヘトロ中出しナンパ（12月2日、グリグリ）他出演:宮崎あや、月本愛、伊東紅、桃瀬ゆり、長谷川夏樹、生駒はるな ほか
- マジックミラー号 「童貞くんのオナニーのお手伝いしてくれませんか…」 街中で声を掛けた心優しいお姉さんが童貞くんを赤面筆おろし! 激マブヤンキー編!!（12月8日、SODクリエイト）※「じゅり」名義　他出演:あゆ、みお、えみり
- 長身美脚の貧乳お姉さん（12月19日、エンペラー）
- 「アナタはイッたことがありますか?」一人旅で浮かれた女の子にセクハラアンケート! イッたことのない娘を厳選! 体の自由を奪って拘束玩具イカセ! 初めての快感プレイに初イキ!からの連続昇天エクスタシー!! 総計143絶頂!!（12月25日、ナンパJAPAN）※「なお」名義　他出演:ようこ、かおり、みさき
- 街中で絶対領域を丸出しで自撮りしていたスキだらけのミニスカ女子をナンパ! 初々しいリアクション!生々しいSEX! 臨場感あふれるガチ素人娘のハメ撮りVTR!!（12月25日、ナンパJAPAN）※「りか」名義　他出演:ちえ、かな、まりん

2017年
- 相席居酒屋でナンパした仲良し2人組をお持ち帰り。 コソコソHしていると隣の部屋にいるガードの堅い女友達はヤラせてくれるか 【其の12】（1月7日、変態紳士倶楽部）※「レイカ」名義　共演:アミ　他出演:あずさ、ひなの
- ガチナンパ! 素人さんにお願いしまくって生パン見せてもらった後に素股までさせてもらっちゃいました。 PART.33（1月15日、ピーターズ）他出演:桜咲姫莉、雨音わかな、さくらみゆき、柑南るか ほか
- ナンパTV×PRESTIGE PREMIUM 09（1月27日、プレステージ）他出演:波木はるか、小宮ののか、みなみ蘭、市原みう、吉高ひかり、鈴木まお、和登こころ
- モデルみたいなルックスなのに男の言うことなんでも聞いちゃう天然ドMをデカチンでアヘらせました!（2月19日、リコピン）
- ラグジュTV×PRESTIGE PREMIUM 05（2月24日、プレステージ）※「二宮梓」名義　他出演:菅田聡美、吉川愛、河原優子、宮藤さくら、いちか、佐藤和沙、中野結衣、中川遥、唯川みさき
- 姉の住む男子禁制のシェアハウスに弟だから入れたぞ。チ○ポを我慢してる女子住人達のパンチラ誘惑でお出迎え!ギン勃ち反応したチ○ポをシェアされ全員にキン○マ空っぽになるまで抜かれました（3月2日、SWITCH）共演:佳苗るか、早川瑞希、荒木まい
- 人妻イキ我慢ドキュメント（3月2日、F&A）※「なお」名義
- 素人妻ナンパ全員生中出し4時間セレブDX 55 （3月15日、LOTUS）他出演:野々宮みさと、香川ゆな、倉内まりや、高城彩
- 密室で夜這いされたオフィスレディ（3月18日、F&A）他出演:柳あきら
- 肌が綺麗な人ってSEX上手って本当ですか?（4月13日、S-Cute）他出演:紗々原ゆり、麻生遥、香純あいか、葵千恵、新井梓
- ひとりでハシゴ酒している訳あり素人とナンパSEX（4月14日、S級素人）他出演:水谷心音、桜咲姫莉、夏樹まりな
- 貧乳だけどムッチリ体型の娘に変態水着着せてみた（4月25日、タマネギ）他2名出演
- あの娘今何してる?（4月28日、S級素人）他出演:桜咲姫莉、来栖らいち、香川ゆな
- マンションの人妻にレズられて…。 〜年の差、誘惑、自由恋愛〜（5月1日、U&K）共演:長谷川美紗
- 赤ふんレズビアン 食い込むマン肉! はみ出すマン毛! ふんどしエロチズム!（5月1日、U&K）共演:長谷川美紗　他出演:水原さな、神ユキ、高城彩、乃南静香
- 恥ずかしいけど、イケナイことしてるって思うと興奮しちゃうんです（5月13日、S-Cute）他出演:加藤みゆ紀、明海こう、伊東真緒、香純あいか、尾上若葉
- A〜Bカップ限定! 貧乳合コン大乱交（5月13日、セレブの友）共演:田中みゆき、平清香
- あどけなさ残る美少女と、ぬくもり感じる胸キュンSEX（6月1日、S-Cute）他出演:小泉麻里、心花ゆら、水樹くるみ、河北はるな、涼海みさ
- 私の変態セックス見て下さい… ドマゾ人妻ハンティング 連続絶頂が止まらない淫乱奥さんの性奴隷化計画（7月25日、ビッグモーカル）他出演:柊さき、黒木澪

### イメージDVD
- 月刊 隆行通信X 18（2017年1月18日、スタジオ デュオ）

### テレビ
- ビ〜チ9 （2017年9月、テレビ埼玉） - マンスリーゲスト